# Conglomerate Ridge
Conglomerate Ridge ist ein 1,5 km langer und bis zu 1650 m hoher Gebirgszug im westantarktischen Ellsworthland. In der Heritage Range des Ellsworthgebirges ragt er in nordwest-südöstlicher Ausrichtung 6 km ostsüdöstlich des Mount Bursik in den Soholt Peaks auf.
Gerald F. Webers, Leiter der von 1979 bis 1980 dauernden Expedition in das Ellsworthgebirge im Rahmen des United States Antarctic Research Program benannte ihn nach dem Gesteinskonglomerat, aus dem der Gebirgskamm besteht.